# 卢埃林 (内布拉斯加州)
卢埃林（英語：Lewellen）是美国內布拉斯加州加登縣的一个村庄。2010年的人口为224人。